# Emmy Internacional 2022
A 50.ª cerimônia de entrega dos International Emmys (ou Emmy Internacional 2022) aconteceu na segunda-feira, 21 de novembro de 2022, no New York Hilton Midtown na cidade de Nova Iorque. Os indicados foram anunciados em 29 de setembro pela Academia Internacional das Artes e Ciências Televisivas (IATAS).
Em resposta à invasão russa da Ucrânia, a Academia anunciou em março de 2022 que todos os programas produzidos ou coproduzidos por empresas russas seriam banidos do Emmy Internacional deste ano. Já os programas infantis que competem no Prêmio Emmy Kids Internacional, foram apresentados durante a cerimônia de gala do Emmy Internacional de 2022. Neste ano, a IATAS apresentou pela primeira vez uma nova categoria de Documentário Esportivo.

## Informações da cerimônia
As indicações para o 50º Prêmio Emmy Internacional foram anunciadas em 29 de setembro de 2022, pela Academia Internacional de Artes e Ciências da Televisão (IATAS). São 60 indicados em 15 categorias e 23 países. Os indicados vêm de: Argentina, Austrália, Brasil, Chile, China, Colômbia, França, Alemanha, Japão, México, Holanda, Nova Zelândia, Noruega, Filipinas, Catar, Singapura, África do Sul, Coreia do Sul, Espanha, Suécia, Árabes Unidos Emirates, Reino Unido e Estados Unidos. Todos esses programas foram transmitidos entre 1º de janeiro e 31 de dezembro de 2021; de acordo com o período de elegibilidade da premiação. 
Além da entrega dos Emmys Internacionais de programação e performances, a Academia Internacional entregou dois prêmios especiais. Ava DuVernay recebeu o Prêmio dos Fundadores, apresentado por Blair Underwood. O Prêmio Diretório foi para Miky Lee, vice-presidente do CJ Group, entregue pelo ator sul-coreano Song Joong-ki.

## Apresentadores
O seguinte indivíduo foi escolhido para ser anfitrião da cerimônia:
- Penn Jillette

Os seguintes indivíduos foram escolhidos para entregar os prêmios:
| Apresentadores                     | Categoria                                                                     |
| ---------------------------------- | ----------------------------------------------------------------------------- |
| Erich Bergen                       | Melhor Programa Artístico                                                     |
| Amanda Warren                      | Melhor Ator                                                                   |
| Jeremy Sisto                       | Melhor Atriz                                                                  |
| Sabrina Impacciatore e Wyatt Cenac | Melhor Comédia                                                                |
| Roy Wood Jr.                       | Melhor Documentário                                                           |
| Edwin Moses                        | Melhor Documentário Esportivo                                                 |
| Nilam Farooq                       | Melhor Série de Curta Duração                                                 |
| Melissa Roxburgh e Tom Cavanagh    | Melhor Série Dramática                                                        |
| Taís Araújo e Will Chase           | Melhor Programa Não Anglófono do Horário Nobre                                |
| Jon Rudnitsky                      | Melhor Programa de Entretenimento sem Roteiro                                 |
| Ryan Eggold                        | Melhor Telefilme/Minissérie                                                   |
| Annet Mahendru                     | Melhor Telenovela                                                             |
| Melanie Zanetti                    | Kids: Animação Kids: Factual & Entretenimento Kids: Filme / Série Live-Action |
| Benjamin Bratt e Blair Underwood   | Emmy Founders Award                                                           |
| Song Joong-ki                      | Emmy Directorate Award                                                        |

## Transmissão
A cerimônia do Emmy Internacional será transmitida ao vivo no site oficial da Academia Internacional (iemmys.tv), a partir das 20h00 horário do leste dos EUA.

## Vencedores
- Os vencedores estão em negrito.

| Melhor Série Dramática | Melhor Série de Comédia |
| --- | --- |
| - Vigil () (World Productions/BBC One) - Lupin () (Netflix/Gaumont Television) - Narcos: México () (Netflix/Gaumont) - Reyka () (M-Net) | - Sex Education () (Netflix/Eleven Film) - Búnker () (HBO Latin America/WarnerMedia) - Dreaming Whilst Black () (Big Deal Films/BBC) - On the Verge () (Canal+)                                                                  |
| Melhor Ator | Melhor Atriz |
| - Dougray Scott em Irvine Welsh’s Crime () (Cineflix/Buccaneer Media) - Sverrir Gudnason em En kunglig affär () (SVT) - Scoot McNairy em Narcos: México () (Netflix/Gaumont) - Lee Sun-kyun em Dr. Brain () (Apple TV+)                       | - Lou de Laâge em O Baile das Loucas () (Légende Films/Prime Video) - Céline Buckens em Showtrial () (World Productions) - Letícia Colin em Onde Está Meu Coração () (Globoplay) - Kim Engelbrecht em Reyka () (M-Net)           |
| Melhor Filme para TV ou Minissérie | Melhor Telenovela |
| - Help () (All3Media/Channel 4) - El(a) () (Newen Connect/And So On Films) - Isabel () (Megamedia Chile) - On the Job () (HBO/Warner Media)                                                                                                   | - O Rei de Porcelana () (KBS/Netflix) - Nos Tempos do Imperador () (TV Globo) - Dos vidas () (Bambú Producciones) - You Are My Hero () (iQIYI/Tencent Video)                                                                     |
| Melhor Programa Artístico | Melhor Documentário |
| - Freddie Mercury - The Final Act () (Rogan Productions/BBC Two) - Bios: Calamaro () (Buena Vista/Nat Geo) - Charlie Chaplin, o gênio da liberdade () (France Télévisions/Kuiv Productions) - Wonderful World: A New York Jazz Story () (NHK) | - Enfants de Daech, les damnés de la guerre () (Cinétévé/France Televisions) - Myanmar Coup: Digital Resistance () (NHK) - O Caso Evandro () (Globoplay) - The Return: Life After ISIS () (Sky/Alba Sotorra Productions/MetFilm) |
| Melhor Série de Curta Duração | Melhor Programa de Entretenimento sem Roteiro |
| - Rūrangi () (Autonomouse/The Yellow Affair) - Espíritu Pionero () (TV Pública) - Fly on the Wall () Catar (Al Jazeera) - Nissene i bingen () (Seefood TV)                                                                                    | - Love on the Spectrum () (Northern Pictures/ABC/Netflix) - La Voz Argentina () (Telefe) - LOL: Last One Laughing Germany () (Constantin Entertainment/Amazon) - Top Chef Middle East () (NBCUniversal)                          |
| Melhor Programa Não Anglófono do Horário Nobre | Melhor Documentário Esportivo |
| - Buscando a Frida () (Telemundo/Argos) - 2021 Latin American Music Awards () (NBCUniversal/Telemundo) - La suerte de Loli () (Telemundo) - Malverde: El Santo Patrón () (Telemundo)                                                          | - Queen of Speed () (Sky/Drum Studios) - Chivas () (Film 45/Amazon/CobraFilms) - Kiyou No Kata () (Kansai Television) - Nadia () (Federation Entertainment/Echo Studio)                                                          |
| Kids: Animação | Kids: Programa Factual e Entretenimento |
| - Shaun, o Carneiro: Aventura de Natal () (Netflix/Aardman) - Dapinty, Una Aventura Musicolor () (Silverwolf Studios) - Fumetsu No Anata E () (NHK) - Les Lapins Crétins Invasion: Objectif Mars () (Ubisoft Film & Television)               | - My Better World () (Fundi Films/Maan Creative/Impact(Ed)) - Ikke Gjor Dette Mot Klimaet! () (NRK) - Let's Talk About Periods: A Newsround Special () (BBC) - Sueños Latinoamericanos () (TVN)                                  |
| Kids: Filme ou Série Live-Action | |
| - Kabam! () (NPO/IJswater Films/KRO-NCRV) - Com Amor, Anônima () (Netflix/Woo Films) - Hardball () (ACTF/Northern Pictures) - Lightspeed () (Oak 3 Films/Mediacorp TV)                                                                        | |

## Múltiplas indicações
| Indicações | País        |
| ---------- | ----------- |
| 9          | Reino Unido |
| 7          | França      |

## Múltiplas vitórias
| Vitórias | País        |
| -------- | ----------- |
| 7        | Reino Unido |
| 2        | França      |